# Francisco Ruiz Lozano
 Francisco Ruiz Lozano  (Oruro, 1607; Lima, 1677) Cosmògraf Major del Virregnat del Perú.
Estudiar en el Colegio Real de Sant Martín a Lima. Va viatjar a Mèxic on va ser professor de Matemàtiques de la Universitat de Mèxic. Va tornar al seguici del Virrei Alba de Liste. Havent estat nomenat capità d'Infanteria, va ensenyar matemàtiques a l'Hospital de l'Esperit Sant a pilots de la Mar del Sud en 1657. Va ser majordom d'aquest hospital. Nomenat General de la Mar del Sud, va calcular les coordenades de ports, puntes, cales i caps més importants del litoral del Virregnat del Perú.
Va ser nomenat Cosmògraf Major del Perú en 1662 i des d'aquest any va conduir la Càtedra de prima de Matemàtiques de la Universitat de San Marcos.

## Obres
- Tractat de cometes , 1665.
- Repertori Anual d'Observacions Astronòmiques , Mèxic 1651, 1652, Lima 1994-2009